# Colleen Farrington
Colleen Leigh Farrington (5 de agosto de 1936–12 de octubre de 2015) era una modelo y cantante de cabaret estadounidense.
Es la madre de la actriz nominada a los premios Óscar Diane Lane. Fue también playmate del mes para la revista Playboy en su número de octubre de 1957. Fue fotografiada por Peter Basch.

## Vida y carrera
Farrington nació en Davisboro (Georgia), la hija de Eleanor Briggs. Antes de convertirse en Playmate, Farrington era modelo de moda en Nueva York y era la favorita particular del diseñador de moda Oleg Cassini.  También tuvo algunos papeles interpretativos.
Ella se casó con el profesor de actuación Burton Eugene Lane, y se divorció en 1965, poco después de que su hija, Diane, naciera.  Ella más tarde se estableció en Georgia y se casó con Lawrence Price.